# José de Ezpeleta y Veira de Galdeano
José Ezpeleta y Galdeano (Pamplona, 1740 - Madrid, 1823), primer comte d'Ezpeleta de Beire, fou un militar espanyol. Va participar en les campanyes de Portugal i Alger, el setge de Gibraltar i durant la Guerra d'Independència dels Estats Units va participar en presa de Mobile i Pensacola.
Governador de Cuba entre 1785 i 1789, quan fou nomenat virrei de Nova Granada, càrrec en el qual restà fins al 1797. President del Consell de Castella, fou nomenat Capità General de Catalunya el 14 de febrer de 1808 i l'ocupà fins al 13 de setembre de 1808, durant la Guerra del Francès. Empresonat l'abril de 1809, fou dut a França i alliberat en acabar la guerra el 1814. Fou nomenat Capità General de Navarra amb el retorn de Ferran VII d'Espanya. Va restaurar el funcionament de les institucions del Regne de Navarra, que s'havien vist seriosament alterades per l'ocupació francesa.
Va haver de fer front a la revolta de Francisco Espoz y Mina i a les repercussions locals d'altres conspiracions de l'època, com la del Triangle. En 1820, la revolució liberal també va triomfar a la ciutat de Pamplona i Ezpeleta va ser substituït per Espoz y Mina. En 1822 se li va exigir traslladar-se a Sevilla, però per l'avançat de la seva edat i la seva mala salut va ser finalment destinat a Valladolid. La restauració absolutista el va sorprendre a la casa de la seva filla a Santo Domingo de la Calçada, de camí cap a la capital castellana. El juliol del 1823 va ser reposat en el virregnat de Navarra i al novembre d'aquest mateix any moria a Pamplona, als 84 anys.